# Гіброн (Вісконсин)
Гіброн (англ. Hebron) — місто (англ. town) в США, в окрузі Джефферсон штату Вісконсин. Населення — 1043 особи (2020).

## Демографія
Згідно з переписом 2010 року, у місті мешкали 1094 особи в 415 домогосподарствах у складі 315 родин. Було 440 помешкань
Расовий склад населення:
| - 96,1 % — білих - 1,2 % — азіатів - 0,5 % — корінних американців - 0,2 % — чорних або афроамериканців - 1,1 % — осіб інших рас |

До двох чи більше рас належало 1,0 %. Частка іспаномовних становила 2,3 % від усіх жителів.
За віковим діапазоном населення розподілялося таким чином: 24,0 % — особи молодші 18 років, 63,8 % — особи у віці 18—64 років, 12,2 % — особи у віці 65 років та старші. Медіана віку мешканця становила 43,8 року. На 100 осіб жіночої статі у місті припадало 106,4 чоловіків;  на 100 жінок у віці від 18 років та старших — 113,1 чоловіків також старших 18 років.
Середній дохід на одне домашнє господарство  становив 85 603 долари США (медіана — 66 167), а середній дохід на одну сім'ю — 91 426 доларів (медіана — 75 288). Медіана доходів становила 53 333 долари для чоловіків та 41 750 доларів для жінок. За межею бідності перебувало 5,1 % осіб, у тому числі 3,5 % дітей у віці до 18 років та 2,0 % осіб у віці 65 років та старших.
Цивільне працевлаштоване населення становило 648 осіб. Основні галузі зайнятості: освіта, охорона здоров'я та соціальна допомога — 21,0 %, виробництво — 20,1 %, будівництво — 13,1 %, роздрібна торгівля — 10,0 %.